# Liste der Einträge im National Register of Historic Places im Willacy County
Die Liste der Registered Historic Places im Willacy County führt alle Bauwerke und historischen Stätten im texanischen Willacy County auf, die in das National Register of Historic Places aufgenommen wurden.

## Aktuelle Einträge
| Lfd. Nr. | Name                   | Bild | Datum der Eintragung | Adresse/Lage       | Ort    | ID-Nr.   | Beschreibung |
| -------- | ---------------------- | ---- | -------------------- | ------------------ | ------ | -------- | ------------ |
| 1        | Old Lyford High School |      | 7. Nov. 1985         | High School Circle | Lyford | 85002770 |              |